# Sant'Agostino (Italia)
Sant'Agostino fue un municipio situado en el territorio de la Provincia de Ferrara, en Emilia-Romaña (Italia). El año 2016 empezó el proceso de fusión con la vecina Mirabello, transacción aprobada por la población involucrada tras el referéndum consultivo, que terminó con 1.654 sí contra 1.254 no. Por lo tanto, el municipio de Sant'Agostino fue suprimido el 31 de diciembre de 2016 para establecer, a través de una fusión con la localidad de Mirabello, el nuevo municipio de Terre del Reno.

## Demografía
| Gráfica de evolución demográfica de Sant'Agostino entre 1861 y 2001 |
|                                                                     |
| Fuente ISTAT - elaboración gráfica de Wikipedia                     |

## Terremoto
El 20 de mayo de 2012 se produjo un terremoto que ocasionó cuantiosos daños en esta localidad, pereciendo dos trabajadores cuyos cadáveres aparecieron entre los escombros de una fábrica de cerámica. 